# Nel paese dei ranocchi
Nel paese dei ranocchi è un cortometraggio animato diretto da Antonio Rubino nel 1942; oltre a essere stato il primo cartone animato a colori prodotto in Italia, venne premiato alla 10ª Mostra internazionale d'arte cinematografica di Venezia.

## Critica
Venne definito «un felicissimo disegno animato frutto della policroma fantasia di Antonio Rubino»”.